# Diplacusia
Diplacusia, também conhecida como diplacusia binaural, diplacusia desarmônica ou diferença de tom interaural, trata-se de uma desordem perceptiva de um único estímulo auditivo onde o mesmo tom é identificado de forma diferente entre as orelhas direita e esquerda, o que pode afetar a combinação de informações recebidas entre as orelhas. É tipicamente, embora não exclusivamente, experimentado como um sintoma secundário de perda auditiva neurossensorial, embora nem todos os indivíduos com esse tipo de perda auditiva experimentem diplacusia ou zumbido. O início geralmente é espontâneo e pode ocorrer após um trauma acústico ou na presença de uma infecção na orelha. Os que sofrem podem experimentar o efeito permanentemente, ou ser apenas temporário. A diplacusia pode ser particularmente prejudicial para os sujeitos que trabalham em áreas que exigem audição apurada, como músicos, engenheiros de som ou artistas performáticos.

## Diplacusia de tons puros
Os resultados obtidos na literatura indicam que a diplacusia binaural é mais prevalente e mais pronunciada em indivíduos com perda auditiva neurossensorial unilateral ou perda auditiva assimétrica, do que em indivíduos que possuem audição normal, ou seja, com os limiares auditivos dentro dos padrões da normalidade. Nos casos de diplacusia, ao apresentar o mesmo tom alternadamente às orelhas, pode ser percebido como tendo tons diferentes entre as duas orelhas. A magnitude da mudança pode ser medida fazendo com que o sujeito ajuste a frequência de um tom em uma orelha até que seu tom corresponda ao tom da outra. Na apresentação de um único tom alternando entre as orelhas (ou seja, 1000 Hz à esquerda, 1000 Hz à direita, 1000 Hz à esquerda, ...) uma determinada pessoa irá incompatibilizar consistentemente esses sinusoides a mesma quantidade entre as tentativas, se estiver executando uma tarefa de correspondência de afinação. Por exemplo, um tom de 1000 Hz em uma orelha não afetada pode ser escutado como um tom ligeiramente diferente na orelha oposta ou ter uma qualidade tonal imperfeita na orelha afetada.

## Explicação biológica por meio de teorias da afinação de tons puros
Existem duas teorias sobre a causa da diplacusia. Ambas as teorias estão em debate. A primeira é teoria dos lugares e a segunda teoria temporal. A teoria dos lugares afirma que a causa está relacionada a borda da onda para o tom e, poderia explicar a diplacusia como uma pequena diferença entre as duas cócleas.
A teoria temporal afirma que a causa é olhar para o bloqueio de fase e dizer qual é o tom. Esta teoria tem dificuldade em explicar a diplacusia. Existem alguns exemplos de tom que não possuem uma "borda" na membrana basilar, o que explicaria - por exemplo, ruído branco, cliques etc.

## Efeitos da perda auditiva neurossensorial
A audição normal dos humanos pode discriminar entre duas frequências que diferem em apenas 0,2%. Se uma orelha tem limiares normais enquanto a outra apresenta perda auditiva neurossensorial (PASN), a diplacusia pode estar presente em até 15 a 20% (por exemplo, 200 Hz uma orelha = > 240 Hz na outra). O tom pode ser difícil de combinar, porque a orelha com SNHL ouve o som "difuso". A PASN bilateral proporciona menos diplacusia, mas as distorções de tom podem persistir. Isso pode causar problemas com a música e na compreensão da fala.

## Tratamento
O tratamento da diplacusia inclui um exame médico e audiológico completo que pode explicar a natureza do problema. Se necessário, a amplificação pode aliviar os sintomas da diplacusia. A terapia para ajudar o paciente a entender a causa do sintoma e ressignificar o zumbido pode proporcionar algum alívio. Em pelo menos alguns casos, a amplificação não faz diferença e não há outro tratamento além de esperar pela resolução natural. Algumas pessoas podem achar que a amplificação fornecida também aumenta a audibilidade de sua discrepância de tom. Se o início estiver associado a uma causa médica subjacente, ou seja, perda auditiva neurossensorial súbita, recomenda-se tratamento médico adequado.

## Etimologia
Diplacusia vem das palavras gregas "diplous" (duplo) e "akousis" (audição).